# Jorge José Benítez
Jorge José Benítez (Gobernador Castro, 3 juni 1950) is een voormalig Argentijns voetballer en trainer. 
Hij begon zijn carrière bij Racing Club in 1969 en maakte na vier jaar de overstap naar Boca Juniors, waar hij de rest van zijn carrière speelde. Met Boca won hij drie landstitels plus in 1977 en 1978 de Copa Libertadores en in 1977 de intercontinentale beker. 
Na zijn carrière als speler werd hij jeugdtrainer bij Boca. In 2004 werd hij hoofdtrainer en kon met de club de Copa Sudamericana winnen maar werd in 2005 ontslagen na een incident. 